# The Best of Rainbow
The Best of Rainbow é a primeira coletânea da banda britânica de hard rock Rainbow, lançada em 1981.
Contém as melhores canções dos cinco discos de estúdio lançados anteriormente. De qualquer modo, "Jealous Lover", a primeira música escrita por Blackmore e Turner, esteve disponível apenas no lado B na Europa (de "Can't Happen Here") e no  EP Jealous Lovernos EUA.
O vinil original lançado era um 2LP set, e alcançou o No. 14 no UK Albums Chart em 1981.

## Lista de faixas
| Lado um |                              |                                 |                                                 |         |  |
| N.º     | Título                       | Compositor(es)                  | Lançamento original                             | Duração |  |
| 1.      | "All Night Long"             | Ritchie Blackmore, Roger Glover | Down to Earth (1979)                            | 3:53    |  |
| 2.      | "Man on the Silver Mountain" | Blackmore, Ronnie James Dio     | Ritchie Blackmore's Rainbow (1975)              | 4:39    |  |
| 3.      | "Lost in Hollywood"          | Blackmore, Glover, Cozy Powell  | Down to Earth                                   | 4:53    |  |
| 4.      | "Jealous Lover"              | Blackmore, Joe Lynn Turner      | B-side of the single "Can't Happen Here" (1981) | 3:10    |  |
| 5.      | "Long Live Rock 'n' Roll"    | Blackmore, Dio                  | Long Live Rock 'n' Roll (1978)                  | 4:23    |  |

| Lado dois |                        |                        |                         |         |  |
| N.º       | Título                 | Compositor(es)         | Lançamento original     | Duração |  |
| 6.        | "Stargazer"            | Blackmore, Dio         | Rising (1976)           | 8:26    |  |
| 7.        | "Kill the King"        | Blackmore, Dio, Powell | Long Live Rock 'n' Roll | 4:29    |  |
| 8.        | "A Light in the Black" | Blackmore, Dio         | Rising                  | 8:12    |  |

| Lado três |                                  |                   |                             |         |  |
| N.º       | Título                           | Compositor(es)    | Lançamento original         | Duração |  |
| 9.        | "Since You Been Gone"            | Russ Ballard      | Down to Earth               | 3:20    |  |
| 10.       | "Sixteenth Century Greensleeves" | Blackmore, Dio    | Ritchie Blackmore's Rainbow | 3:31    |  |
| 11.       | "Catch the Rainbow"              | Blackmore, Dio    | Ritchie Blackmore's Rainbow | 6:36    |  |
| 12.       | "Eyes of the World"              | Blackmore, Glover | Down to Earth               | 6:42    |  |

| Lado quatro |                     |                   |                          |         |  |
| N.º         | Título              | Compositor(es)    | Lançamento original      | Duração |  |
| 13.         | "I Surrender"       | Ballard           | Difficult to Cure (1981) | 4:03    |  |
| 14.         | "Gates of Babylon"  | Blackmore, Dio    | Long Live Rock 'n' Roll  | 6:49    |  |
| 15.         | "Can't Happen Here" | Blackmore, Glover | Difficult to Cure        | 4:59    |  |
| 16.         | "Starstruck"        | Blackmore, Dio    | Rising                   | 4:06    |  |

## Créditos
- Ritchie Blackmore – guitarra, baixo na faixa 5
- Ronnie James Dio – vocal: faixas 2, 5, 6, 7, 8, 10, 11, 14, 16
- Graham Bonnet – vocal: faixas 1, 3, 9, 12
- Joe Lynn Turner - vocal: faixas 4, 13, 15
- Micky Lee Soule – teclado: faixas 2, 10, 11
- Tony Carey – teclado: faixas 6, 8, 16
- David Stone – teclado: faixas 7, 14
- Don Airey – teclado: faixas 1, 3, 4, 9, 12, 13, 15
- Craig Gruber – baixo: faixas 2, 10, 11
- Jimmy Bain – baixo: faixas 6, 8, 16
- Bob Daisley – baixo: faixas 7, 14
- Roger Glover – baixo: faixas 1, 3, 4, 9, 12, 13, 15
- Gary Driscoll – bateria: faixas 2, 10, 11
- Cozy Powell – bateria: faixas 1, 3, 5, 6, 7, 8, 9, 12, 14, 16
- Bobby Rondinelli - bateria: faixas 4, 13, 15

- Roger Glover - produtor: faixas 1, 3, 4, 9, 12, 13, 15
- Blackmore/Birch/Dio - produtores: faixas 2, 10, 11
- Martin Birch - produtor: faixas 5, 6, 7, 8, 14, 16

## Certificações
| País | Organização | Ano  | Vendas           |
| UK   | BPI         | 1981 | Ouro (+ 100,000) |